# Alexis García
Alexis Enrique García Vega (* 21. Juli 1960 in Quibdó) ist ein ehemaliger kolumbianischer Fußballspieler und -trainer. Der zentrale Mittelfeldspieler spielte 25-mal für die Nationalmannschaft und gewann als Kapitän von Atlético Nacional die Copa Libertadores 1989.

## Karriere

### Verein
Zu Beginn seiner Laufbahn wurde Alexis García, der später auch den Spitznamen Maestro bekam, in die Auswahl von Antioquia berufen, mit der er dreimal den nationalen Titel gewann. 1980 wurde er Profi und schloss sich Once Caldas an, wo er in sieben Spielzeiten überzeugte und 266 Partien absolvierte – damit zählt er zu den Spielern mit den meisten Einsätzen in der Vereinsgeschichte. Ende Dezember 1986 wechselte er zu Atlético Nacional, wo er eine Schlüsselrolle beim Gewinn der Copa Libertadores 1989 spielte. Er beendete seine aktive Karriere 1998 als Rekordspieler des Vereins mit 539 Einsätzen im Trikot der Verdolagas.

### Nationalmannschaft
García spielte für die Olympiaauswahl Kolumbiens beim südamerikanischen Qualifikationsturnier 1980 und qualifizierte sich nach dem Rückzug Argentiniens mit dem Team für die Olympischen Spiele in Moskau. Dort schied das Team als Gruppendritter aus.
García debütierte im März 1988 für die A-Nationalmannschaft beim Freundschaftsspiel gegen Kanada. Sein erstes großes Turnier spielte er bei der Copa América 1989, bei der er zwei Spiele bestritt, jedoch mit den Cafeteros in der Gruppenphase hinter Paraguay und Brasilien als Dritter nicht die Finalrunde erreichte. Es folgten zwei weitere Südamerikameisterschaften, bei denen er Kolumbien 1991 mit zwei Einsätzen zum vierten Turnierplatz und 1993 mit drei Einsätzen zum dritten Platz verhalf. Kurz nach der Copa América 1993 bestritt García in der Qualifikation zur Weltmeisterschaft 1994 beim 0:0-Unentschieden gegen Paraguay sein letztes Länderspiel. An einer Fußball-Weltmeisterschaft nahm er aufgrund der starken Konkurrenz auf seiner Position, auf der auch Carlos Valderrama spielte, nie teil. Insgesamt absolvierte er 25 Einsätze im Nationaltrikot, bei denen er zwei Tore erzielte.

### Trainer
Garcías Trainerkarriere begann 1999 bei Once Caldas, doch aufgrund schwankender Leistungen mit dem frühen Aus in der Copa Libertadores blieb er dort nur eine Saison. 2002 führte er Atlético Bucaramanga in die Halbfinalrunde des Torneo Apertura. Im selben Jahr übernahm er Atlético Nacional und erreichte sensationell das Finale der Copa Sudamericana, verlor dort jedoch gegen San Lorenzo aus Argentinien. Nach enttäuschenden Ergebnissen 2003 wurde er entlassen. Noch im selben Jahr trainierte er Centauros Villavicencio, das jedoch abstieg – laut García eine Folge struktureller Fehler.
Ab 2006 begann seine erfolgreichste Phase bei La Equidad, wo er innerhalb eines Jahres den Aufstieg schaffte und in den folgenden Jahren drei Finalteilnahmen, einen Pokalsieg 2008 und mehrere internationale Teilnahmen an der Copa Sudamericana feiern konnte. Er blieb dort sieben Jahre.
Weitere Engagements bei Atlético Junior, Fortaleza FC, Deportivo Pereira und Santa Fe blieben glücklos. 2019 führte er Deportivo Pasto ins Finale des Torneo Apertura (Niederlage gegen Junior) und kehrte im selben Jahr zu La Equidad zurück. Dort feierte er 2022 sein 500. Spiel, bevor er im Februar 2025 nach anhaltender Sieglosigkeit entlassen wurde. Rund drei Wochen später übernahm er Unión Magdalena, als Nachfolger von Jorge Luis Pinto.

## Erfolge

### Spieler
Atlético Nacional
- Sieger der Copa Libertadores: 1989
- Sieger der Copa Interamericana: 1990
- Kolumbianischer Meister: 1991, 1994

### Trainer
La Equidad
- Kolumbianischer Zweitligameister: 2006
- Kolumbianischer Pokalsieger: 2008